# Katedra w Ardfert
Katedra w Ardfert (irl. Ardeaglais Ard Fhearta) – ruiny katedry pw. św. Brendana w Ardfert w Irlandii. Był siedzibą diecezji Ardfert od 1117 roku. Obecnie jest udostępniony do zwiedzania jako zabytek.

## Historia
Katedra została zbudowana w XII wieku w stylu romańskim w pobliżu miejsca, w którym miał się urodzić św. Brendan Żeglarz. Rozbudowana w XV wieku. Od XIX wieku stopniowo popadała w ruinę.